# Juan Albín
Juan Ángel Albín Leites (Salto, 17 luglio 1986) è un calciatore uruguaiano con passaporto italiano, centrocampista svincolato.

## Carriera
Debutta col Nacional nella stagione 2002, club nel quale militò fino alla 2005-2006. Con il Nacional ha disputato 64 partite e fatto 24 gol. Nella stagione 2006-2007 passa al Getafe dove nella prima annata in 13 partite non riesce a siglare nemmeno una rete. L'anno dopo disputa 29 incontri segnando però 7 gol e fornendo 2 assist. Al termine della stagione 2010-2011 viene acquistato dall'Espanyol per meno di due milioni di euro. Successivamente nel gennaio 2013 la squadra catalana lo gira in prestito alla sua squadra di inizio carriera, il Nacional.

## Palmarès

### Club
- Campionato uruguaiano: 3

Nacional: Apertura 2004, Apertura 2005, Clausura 2006
- Coppa del Messico: 1

Veracruz: Clausura 2016